# Command and Conquer: Rivals
Command and Conquer: Rivals est un jeu mobile de stratégie temps réel jeu mobile free-to-play sorti sur Android et iOS le 4 décembre 2018.

## Système de jeu
Command and Conquer: Rivals est un jeu de stratégie multijoueur en temps réel un contre un. Le joueur peut jouer en tant que Rivals, GDI ou Confrérie du Nod, chaque faction offrant des capacités et des unités uniques. Les joueurs sont chargés de contrôler les plates-formes entourant le silo de missiles. Si le joueur parvient à prendre le contrôle de plus de plates-formes que l'ennemi pendant un temps déterminé, le missile sera lancé et effacera la base de l'adversaire.

## Développement
Le jeu a été révélé à EA Play 2018 avec une démo de jeu en direct, ce qui en fait le premier jeu Command & Conquer d'EA depuis Command & Conquer: Tiberium Alliances sorti en 2012. Une version pré-alpha du jeu est sortie sur Google Play le même jour. Greg Black, qui avait travaillé sur divers jeux Command & Conquer, a été engagé pour concevoir le combat du jeu.

## Accueil
Command and Conquer: Rivals a été largement critiqué par les joueurs pour être un jeu mobile au lieu d'un jeu de stratégie en temps réel dans lequel la franchise est connue. Le directeur général de Redwood Studios, Michael Martinez, a répondu en disant que l'équipe espérait proposer un excellent jeu de stratégie en temps réel pour les plates-formes mobiles. Il a également exhorté les fans de la série à donner une chance à ce jeu.
Malgré la controverse, Rivals a reçu un accueil mitigé de la part des critiques. Sur Metacritic, le jeu a un score de 71/100. 
Rivals a été nommé pour "Song / Score - Mobile Video Game" aux Hollywood Music in Media Awards.

## Les références
1. ↑  Morse, « E3 2018: Command & Conquer: Rivals Announced For Mobile at EA Play », Shacknews, 9 juin 2018 (consulté le 13 juin 2018)
2. ↑  Tarantola, « Hands-on with 'Command & Conquer Rivals' », Engadget, 10 juin 2018 (consulté le 13 juin 2018)
3. ↑  Campbell, « Command & Conquer: Rivals brings classic strategy to the small screen », Polygon, 9 juin 2018 (consulté le 13 juin 2018)
4. ↑  Goldfarb, « E3 2018: Command & Conquer: Rivals Announced », IGN, 9 juin 2018 (consulté le 13 juin 2018)
5. ↑  Hodapp, « EA Announces ‘Command & Conquer Rivals’ With an Android Pre-Alpha Available Today », TorchArcade, 9 juin 2018 (consulté le 13 juin 2018)
6. ↑  Totilo, « New Command & Conquer Mobile Game Is Getting Mauled Online », Kotaku, 9 juin 2018 (consulté le 13 juin 2018)
7. ↑  Yin-Poole, « As the internet slams EA's Command & Conquer mobile game, the developers call for a "fair shake" », Eurogamer, 11 juin 2018 (consulté le 13 juin 2018)
8. ↑  « Hollywood Music In Media Awards Announces Nominees », Shoot, 4 novembre 2019 (consulté le 6 novembre 2019)